# Poëzieroute Leeuwarden
Poëzieroute Leeuwarden is een poëzieroute in de stad Leeuwarden langs gedichten in steen.
De poëzie is gegraveerd op grote platen hardsteen. De route is in 1993 begonnen. De eerste tien stenen werden gelegd ter gelegenheid van het afscheid van burgemeester John te Loo. De tableaus worden tot standgebacht door de Stichting Poëzietableaus Leeuwarden. Elk jaar worden er stenen toevoegd. In 2025 waren er meer dan zestig poëziestenen gelegd. Er zijn ook gedichten in het Fries.

## Dichters
- Bertus Aafjes
- Willem Abma
- Jan Arends
- J.C. Bloem
- Pier Boorsma
- Pieter Boskma
- Martin Bril
- Tsead Bruinja
- C. Buddingh'
- Remco Campert
- Eppie Dam
- Ellen Deckwitz
- Sikke Doele
- Remco Ekkers
- Melvin van Eldik
- Eddy Evenhuis
- Anne Feddema
- Ida Gerhardt
- Peter Arend de Haan
- Koos Hagen
- Kees 't Hart
- Willem Frederik Hermans
- Eeltsje Hettinga
- Tsjêbbe Hettinga
- Judith Herzberg
- Ed. Hoornik
- Willem Hussem
- Arjan Hut
- Sytse Jansma
- C.O. Jellema
- Marrit Jellema
- Gerrit Komrij
- Rutger Kopland
- Rienk Kruiderink
- Laozi
- René van Loenen
- Nicolaas Matsier
- Tiny Mulder
- Leonard Nolens
- Piet Paaltjens
- Hagar Peeters
- Coen Peppelenbos
- Ester Naomi Perquin
- Ilja Leonard Pfeijffer
- Obe Postma
- Jean Pierre Rawie
- Gerard Reve
- Fedde Schurer
- J. Slauerhoff
- Jacobus Q. Smink
- Wende Snijders
- Albertina Soepboer
- Douwe Tamminga
- Toon Tellegen
- Ivan Toergenjev
- Willem van Toorn
- Pieter Jelles Troelstra
- M. Vasalis
- Anne Vegter
- Martin Veltman
- Simon Vestdijk
- Meity Völke
- Nyk de Vries
- Theun de Vries
- Cornelis van der Wal
- Atze van Wieren
- Syds Wiersma
- Driek van Wissen
- Baukje Wytsma
- Michaël Zeeman

## Poëziestenen

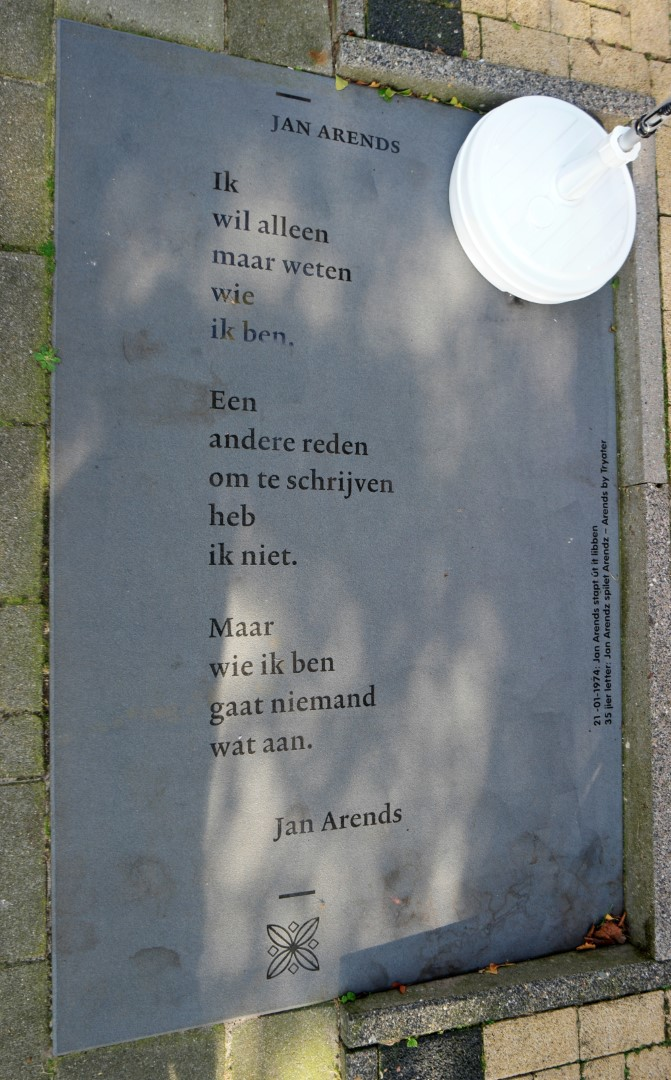
Jan Arends
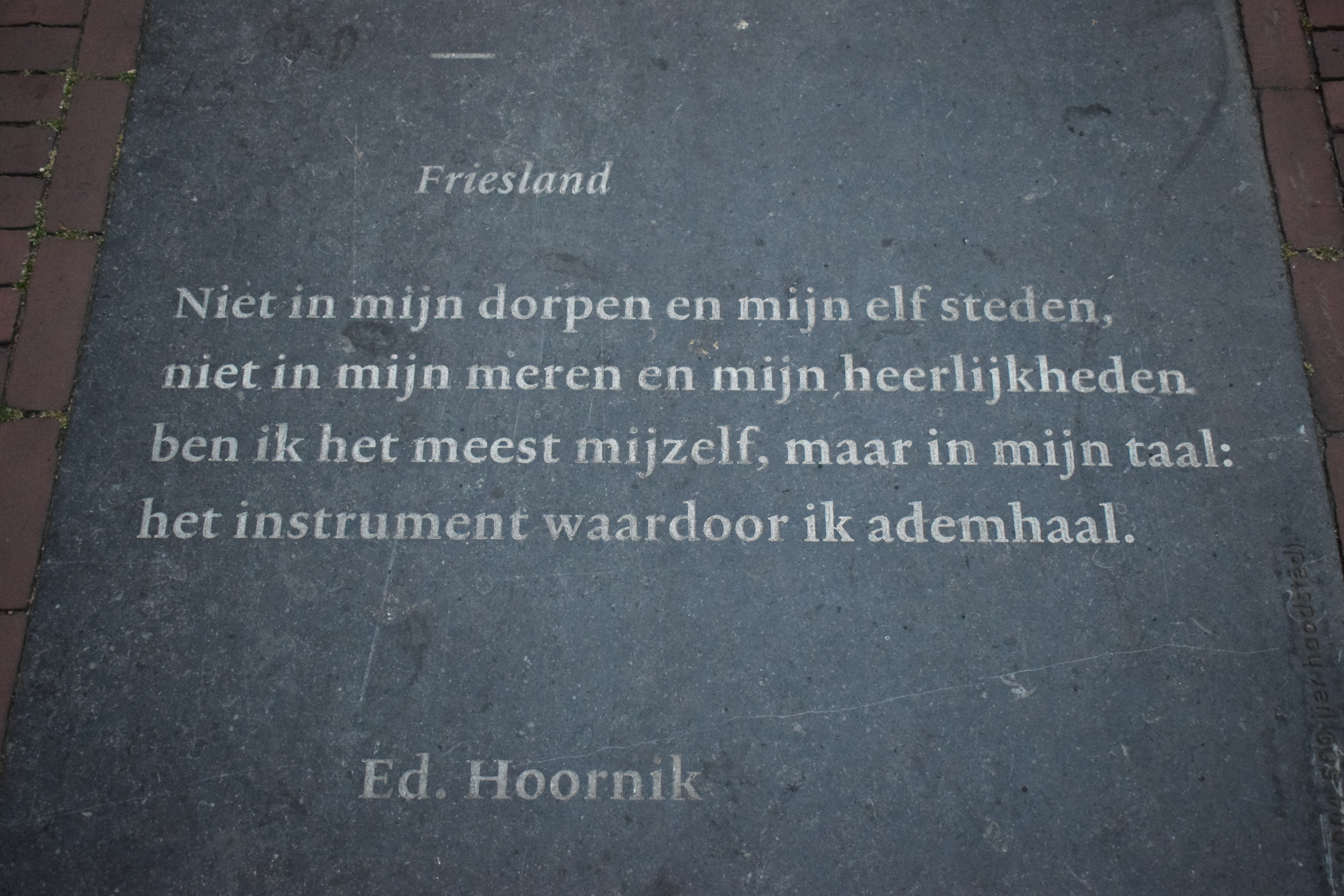
Ed. Hoornik
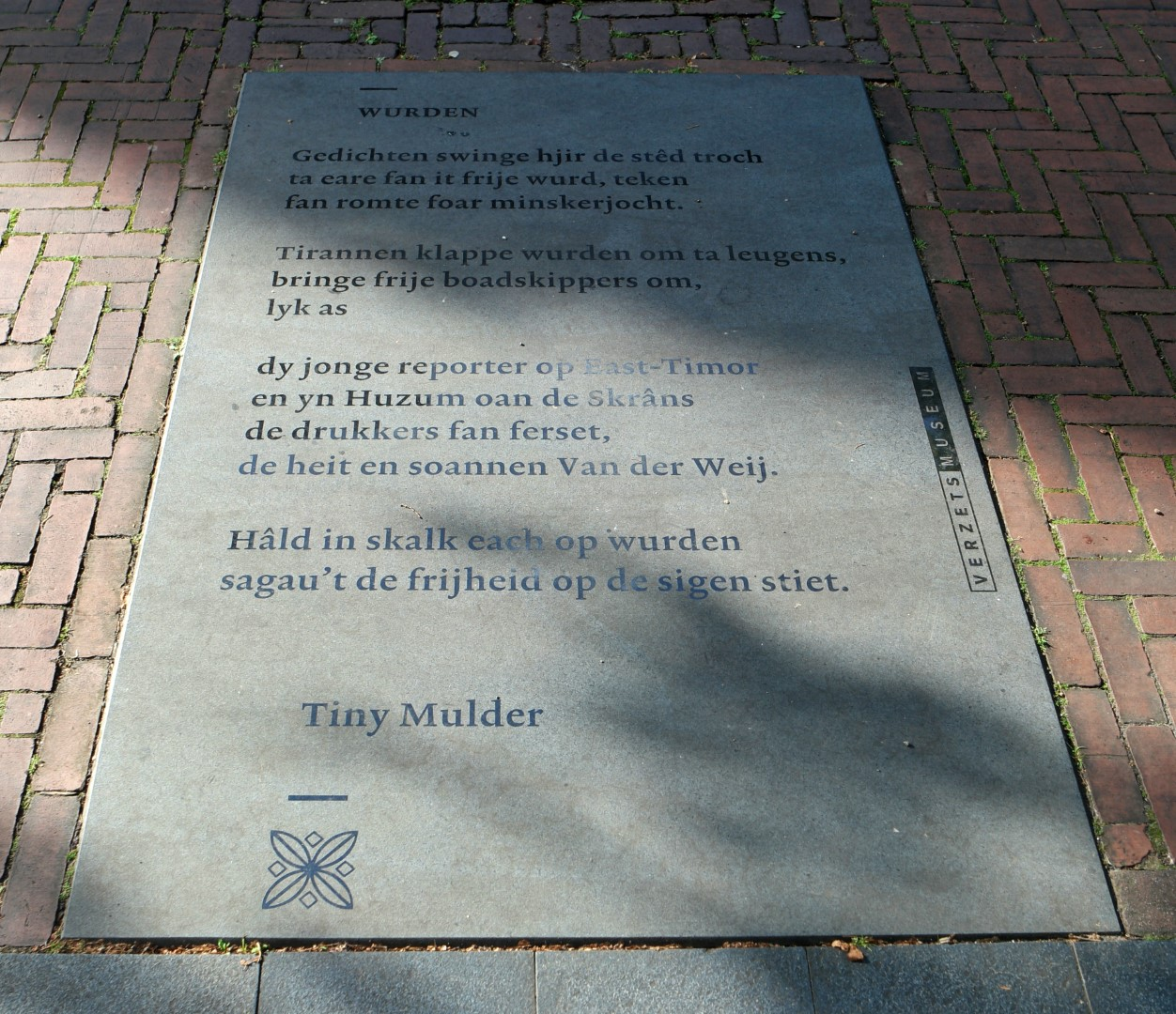
Tiny Mulder
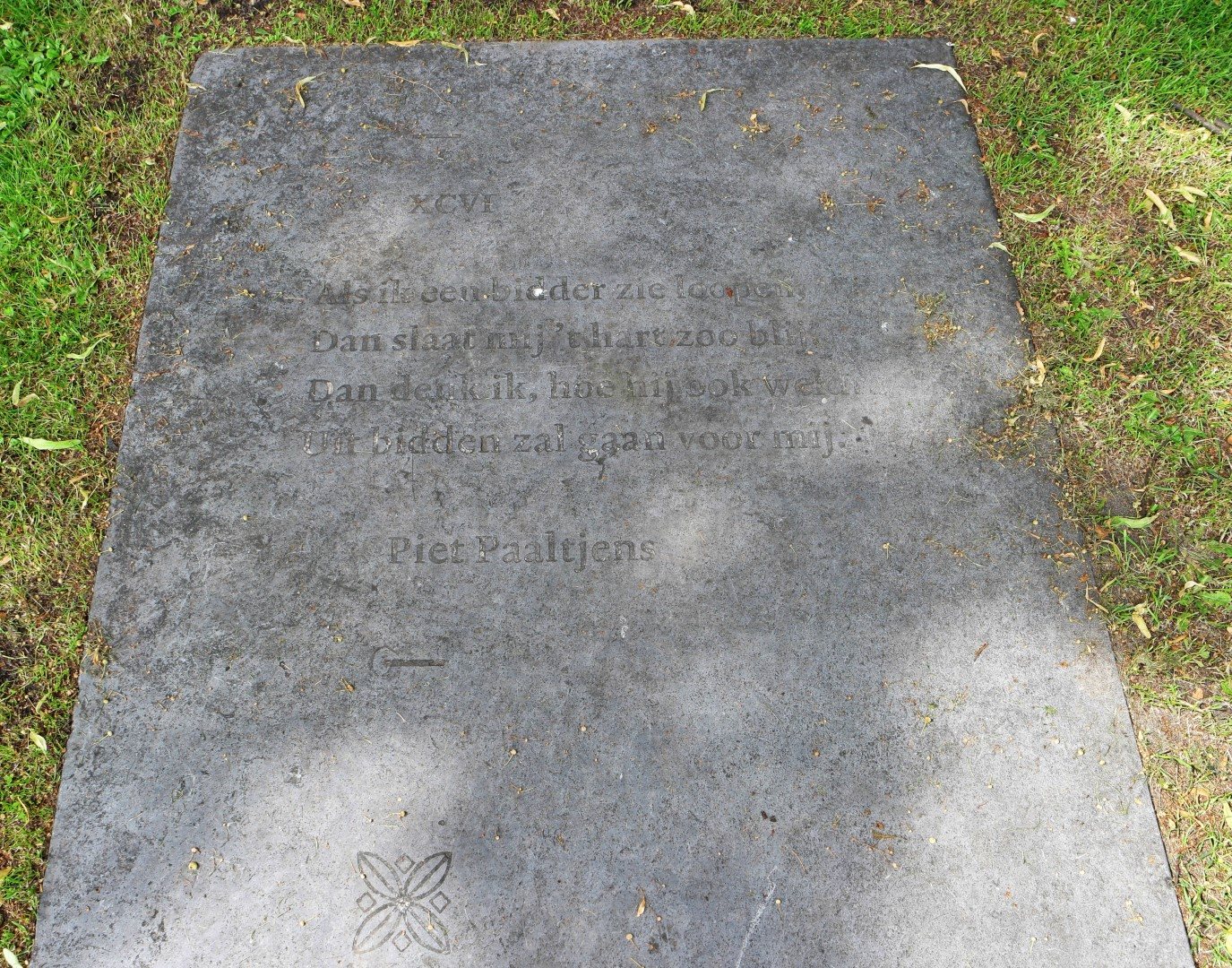
Piet Paaltjens
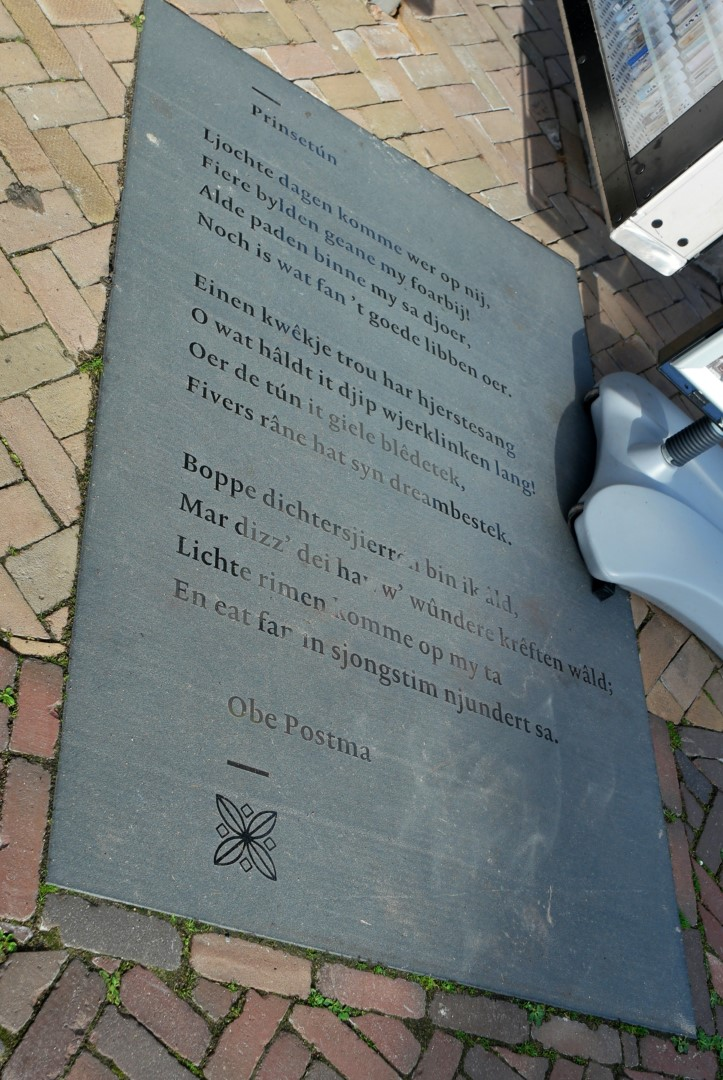
Obe Postma
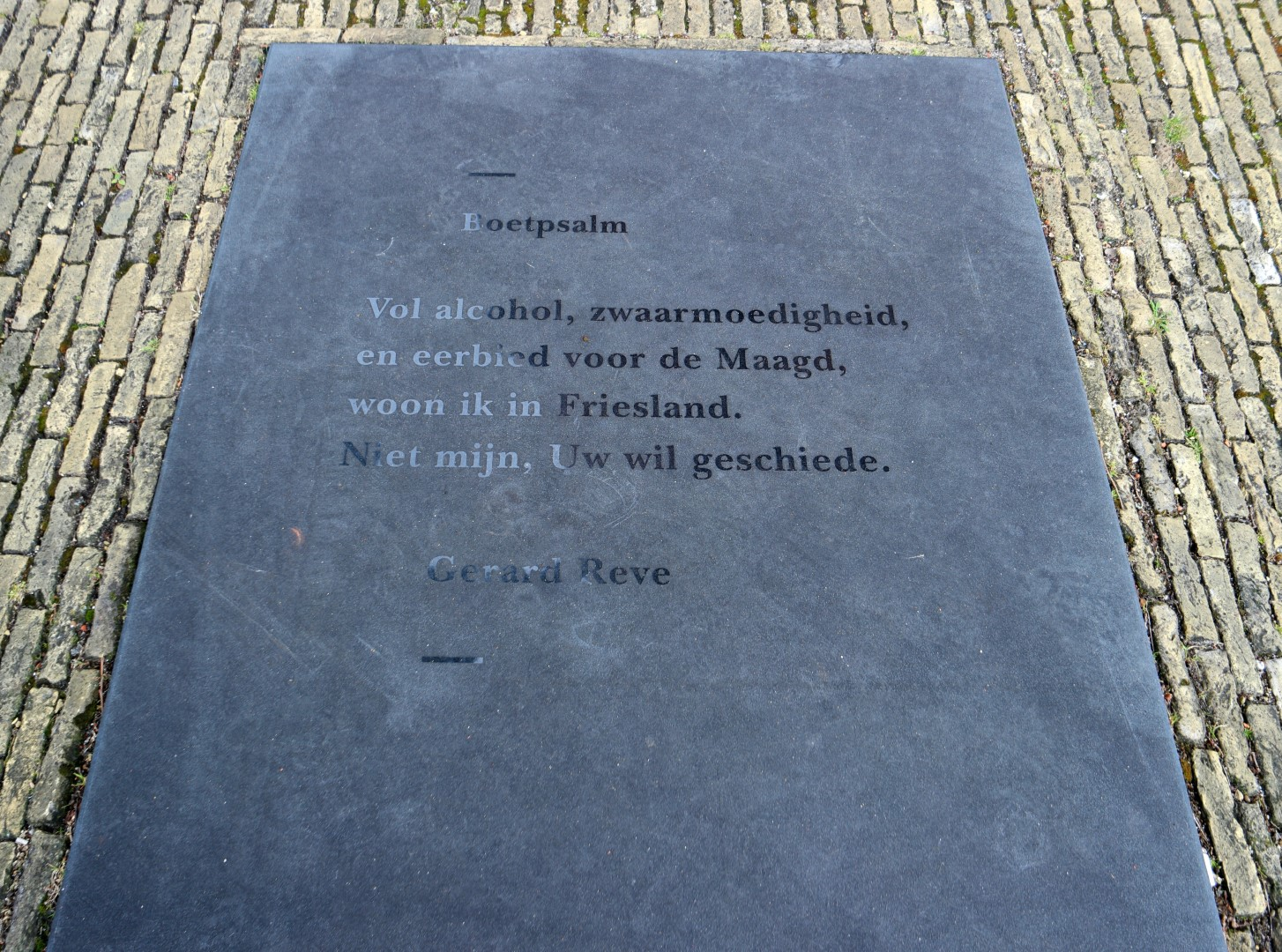
Gerard Reve
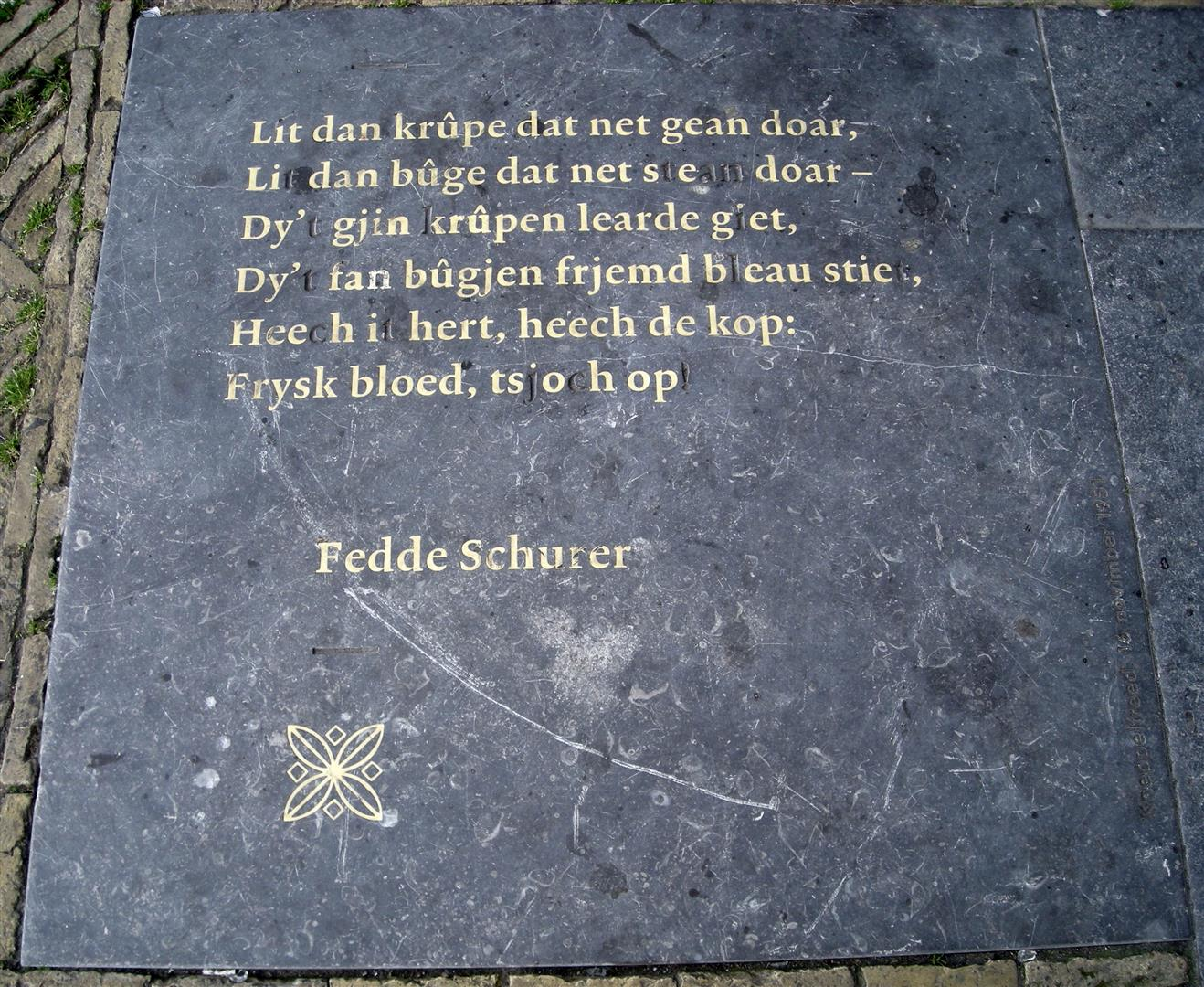
Fedde Schurer
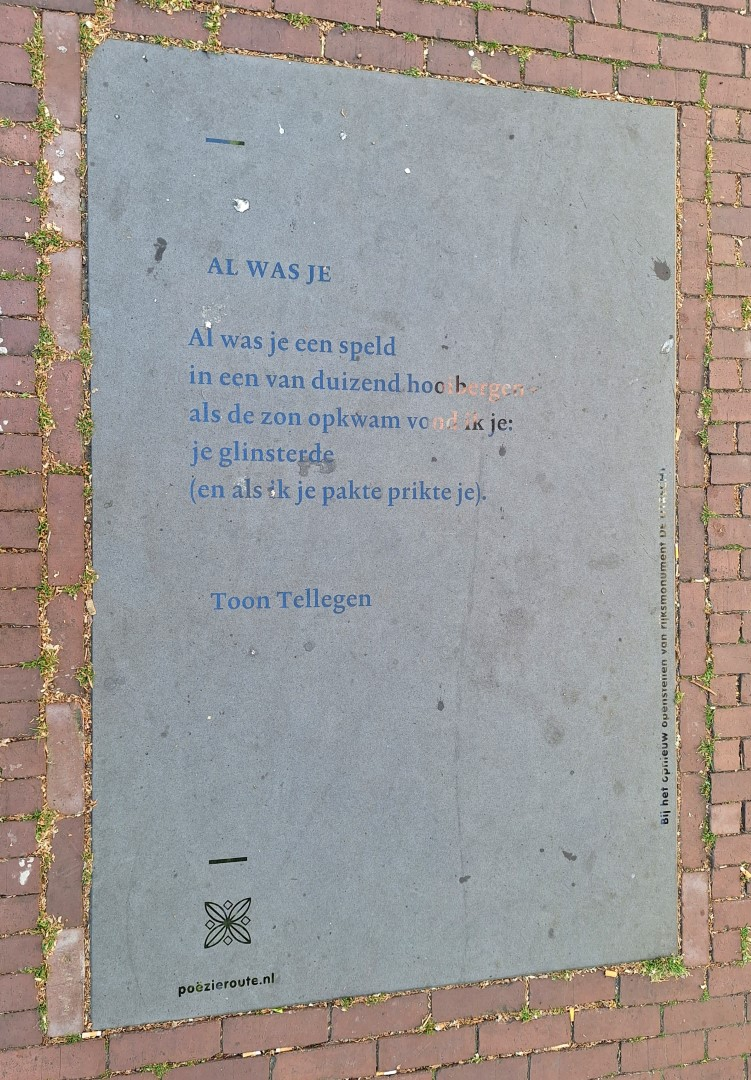
Toon Tellegen